# Campeonato Europeo de Triatlón de 1995
El XI Campeonato Europeo de Triatlón se celebró en Estocolmo (Suecia) el 30 de julio de 1995 bajo la organización de la Unión Europea de Triatlón (ETU) y la Federación Sueca de Triatlón.

## Resultados
| Evento    | Oro                                        | Plata                              | Bronce                            |
| --------- | ------------------------------------------ | ---------------------------------- | --------------------------------- |
| Masculino | Rainer Müller-Hörner · Alemania · 1:46:24  | Luc Van Lierde · Bélgica · 1:47:05 | Spencer Smith Reino Unido 1:47:28 |
| Femenino  | Isabelle Mouthon-Michellys Francia 1:59:33 | Natascha Badmann · Suiza · 2:01:12 | Suzanne Nielsen Dinamarca 2:02:20 |

## Medallero
| Núm. | País        | Oro | Plata | Bronce | Total |
| ---- | ----------- | --- | ----- | ------ | ----- |
| 1    | Alemania    | 1   | 0     | 0      | 1     |
| 1    | Francia     | 1   | 0     | 0      | 1     |
| 3    | Bélgica     | 0   | 1     | 0      | 1     |
| 3    | Suiza       | 0   | 1     | 0      | 1     |
| 5    | Dinamarca   | 0   | 0     | 1      | 1     |
| 5    | Reino Unido | 0   | 0     | 1      | 1     |
|      | TOTAL       | 2   | 2     | 2      | 6     |